# 阿爾茲吉爾區

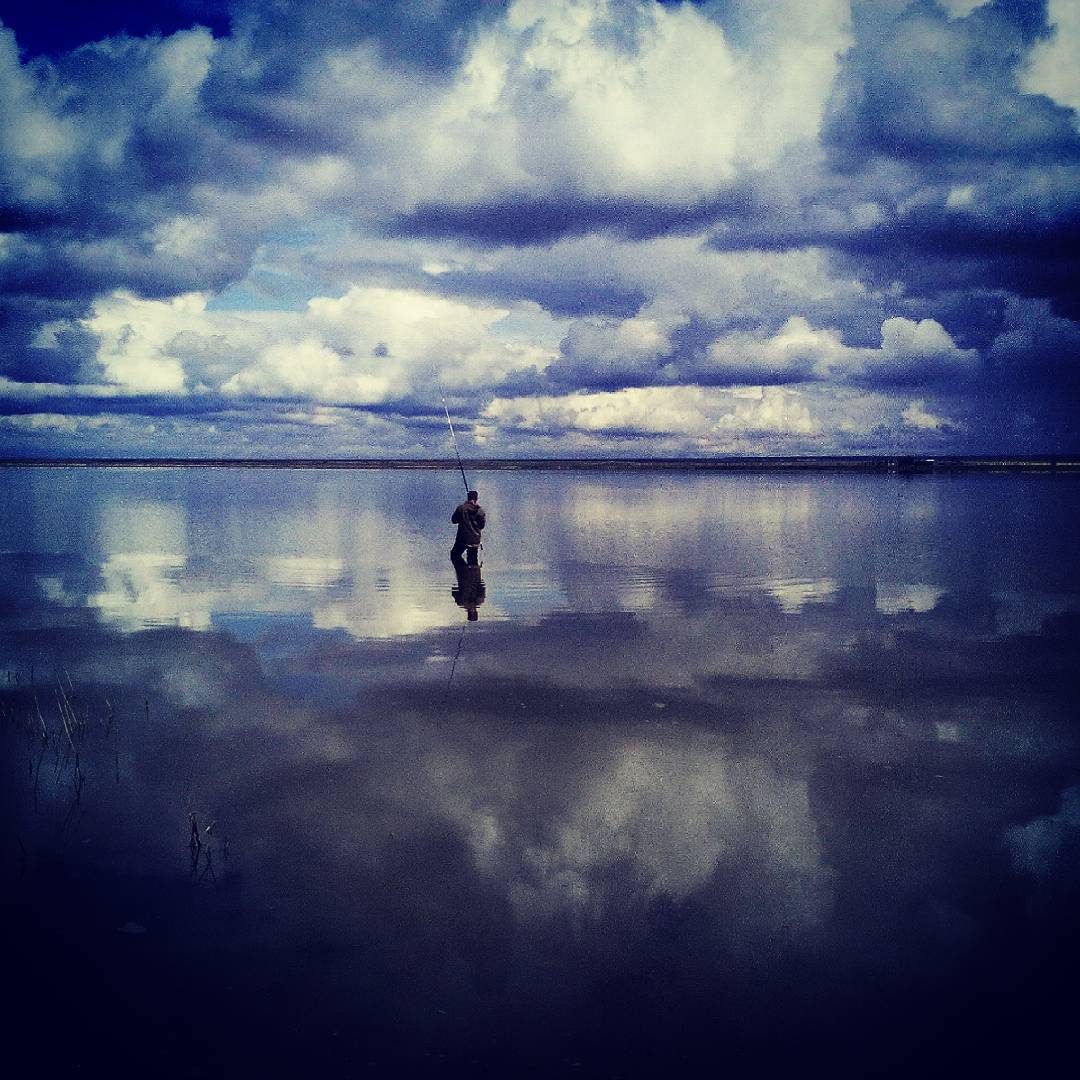

45°22′N 44°13′E / 45.367°N 44.217°E
阿爾茲吉爾區（俄语：Арзгирский район），是俄羅斯的一個區，位於該國西南部，由斯塔夫羅波爾邊疆區負責管轄，面積3,383平方公里，2010年人口26,298，人口密度每平方公里7.77人。